# 대한민국의 낙태
2019년 헌법재판소의 결정으로 2021년부터 낙태죄가 폐지됐다.
1953년부터 2020년까지 낙태는 대부분의 상황에서 불법이었지만 불법 낙태는 널리 퍼져 병원과 진료소에서 흔히 행해졌다. 2019년 4월 11일 헌법재판소는 낙태 금지가 위헌이라고 판결하고 2020년 말까지 법 개정을 명령했다. 법률 개정안은 2020년 10월에 제안되었지만 2020년 12월 31일 기한까지 투표에 통과되지 않았다. 대한민국 정부는 1953년 형법에서 모든 경우에 낙태를 범죄로 규정했다. 이 법은 1973년 모자 보건법에 의해 개정되어 임신한 여성이나 배우자가 특정 유전병이나 전염성 질병이 있는 경우, 강간이나 근친상간으로 인한 임신인 경우, 임신을 지속하는 경우 의사가 낙태를 할 수 있도록 허용했다. 법을 위반한 모든 의사는 2년의 징역형에 처해질 수 있다. 자의적인 낙태는 벌금형이나 징역형에 처해질 수 있다는 것이다.
낙태법은 특히 1970년대와 1980년대 한국의 높은 출산율을 낮추기 위한 캠페인 기간 동안 강력하게 시행되지 않았다. 2000년대 들어 출산율이 떨어지자 정부와 낙태반대 운동가들은 불법 낙태에 관심을 돌렸고 정부는 이에 대응해 낙태법 시행을 강화했다. 또한 한국의 아들에 대한 문화적 선호로 인한 성 선택적 낙태는 1990년대 초까지 흔했지만 오늘날에는 거의 사라졌다. 1987년 의사가 태아 성별을 밝히기 위해 산전 검사 를 사용하는 것을 금지하는 의료법 개정에도 불구하고 출생 시 남아 대 여아의 비율은 1990년대 초까지 계속 상승했지만 그 이후 추세는 역전되었다. 1987년 법은 2008년 헌법재판소에서 위헌 판결을 받았다.

## 역사

### 한국 형법(1953)
한국에서 낙태는 원래 형법 269조와 270조로 인해 1953년 한국 형법에 도입되면서 범죄화되었다. 제269조는 임신부가 스스로 낙태를 하거나, 임신부의 신청이나 동의를 얻어 의료인이 하는 낙태를 모두 금지하고 있으며, 각 조건에 따라 형사처벌을 하고 있다. 270조는 의사, 면허가 있는 의사 또는 기타 의료 전문가가 임신한 여성의 요청이나 동의가 있더라도 낙태를 시행하는 것을 구체적으로 금지한다. 형사처벌은 임신한 여성이 스스로 낙태한 경우 1년 징역 또는 200만 원 (약 $1,750)의 벌금에 처한다. 임산부의 촉탁이나 승낙 여부에 관계없이 의사가 낙태한 경우 징역에 처하며, 특히 임산부를 사망에 이르게 한 경우 10년 이하의 징역에 처한다. 일반적으로 낙태 시술을 한 의료인에 대한 형사처벌은 임산부보다 훨씬 강력하다. 또한 의사가 낙태에 연루된 경우 의사 면허가 최대 7년 동안 정지된다.
1992년 의회 특별위원회는 낙태에 관한 기준과 처벌을 완화하여 개정된 조항 269와 270을 통과시키려고 했다. 그러나 그 시도는 보수당이 장악한 국회를 통과하지 못했다. 한국 형법은 한국전쟁이 끝난 해인 1953년에 처음 도입되었는데 전후 상황에는 급격한 인구 감소와 전반적인 사회적 불안정이 포함되었다. 269조와 270조의 역사와 입법 목적을 추적하는 많은 설명은 두 조항이 생명의 신성함과 인구 증가를 촉진함으로써 한국전쟁 이후 상황을 해결하기 위해 고안된 것이라고 제안한다.

### 모자 보건법(1973)
1973년 제정된 모자 보건법은 낙태가 합법적으로 허용되는 다섯 가지 특별한 경우를 규정하고 있다.
1. 임산부 또는 그 배우자에게 우생적 또는 유전적 장애 또는 질병이 있는 경우
2. 임산부 또는 배우자에게 전염병이 있는 경우
3. 임신이 강간 또는 준강간으로 인한 경우
4. 법적으로 결혼할 수 없는 두 개인 사이에서 임신이 발생한 경우(예: 근친상간 관계의 혈족)
5. 임신의 지속이 잠재적으로 임산부의 건강을 해칠 수 있는 경우.[6][10]

그러나 모자보건법의 적용 범위가 현실적으로 좁을 수 있는 데에는 몇 가지 이유가 있다. 먼저 대법원은 태아가 다운증후군 진단을 받은 경우 낙태가 불법이라고 판결한 경우가 있다. 둘째, 세 번째 조건(임신이 강간 또는 준강간으로 인한 경우)과 관련하여 강간과 관련된 낙인은 한국의 임산부가 공개적으로 낙태 합법화를 요구하는 것을 방해할 수 있으며 법적 개념 강간의 의미는 제한적이어서 잠재적으로 많은 경우를 기각할 수 있다. 더욱이 모자 보건법은 이러한 사정에 근거하여 임신한 여성이 합법적인 낙태를 하기 위해서는 배우자의 동의를 요구하고 있어 여성이 합법적인 낙태를 하기에는 현실적으로 곤란한 상황이 발생할 수 있다. 다섯 번째 조건(임신 지속이 잠재적으로 임산부의 건강에 해를 끼칠 수 있는 경우)은 임신의 "해로움"을 단순히 여성의 건강에 해를 끼치는 것으로 좁혀 임산부가 낙태를 요구할 수 있는 가능한 사회 경제적 이유를 무시한다.

### 의료법(1987년, 1994년 개정)
1987년 의료법 개정으로 의사가 태아의 성별을 결정하기 위해 임산부를 검진하거나 검진하는 것을 보조하는 것이 금지되었다. 또한 의료 제공자는 임신 중 임산부, 가족 또는 다른 사람에게 태아의 성별을 공개하는 것이 금지된다. 이 조항은 낙태에 대해 명시적으로 언급하고 있지는 않지만, 한국의 남자 아이에 대한 선호의 결과인 성 선택적 낙태를 잠재적으로 금지하고 있다. 1980년대 한국은 급속한 경제·사회적 발전을 이루면서 출생률 이 크게 떨어졌다. 한국의 많은 사람들은 진단 기술의 도움으로 태아의 성별을 결정하기 시작했고, 그 결과 여성의 태아 살해(female feticide)가 발생했다.
1994년 의료법이 개정되어 의료인에 대한 형사처벌을 규정하였다. 태아의 성별을 공개한 의료인은 최대 3년의 징역 또는 1000만원(약 $8,450)의 벌금에 처해질 수 있다. 우리나라의 출생 성비 (남녀)는 1986년 1.14(여아 100명당 남아 114명 출생)에서 2016년 1.07(여아 100명당 남아 107명 출생)로 바뀌었다. 남성 선호도가 하락한 것이다.

### 성장하는 논쟁(1994–2019)
한국의 낙태 규제의 미래에 관한 논쟁은 인터넷 채팅방과 관공서 모두에서 주목을 받고 있다. 낙태금지법이 위헌이라는 한국의 최근 판결이 나오기 전까지 한국의 낙태반대진영은 낙태에 대한 전면적 단속을 주로 주장해왔다. 2009년 국회의원들은 합법적인 낙태 사용이 정당한 특정 질병을 목록에서 삭제하고 법적 낙태 시한을 임신 28주에서 24주로 수정함으로써 한국의 낙태 단속을 향한 작은 발걸음을 내디뎠다. 한국의 주요 정치인들은 광범위한 낙태 반대 캠페인을 담당했다. 전재희 보건복지가족부 장관은 "(정부가) 모든 책임을 누군가에게 물을 생각이 없더라도 ...과거의 불법 낙태, 이제부터 단속해야 한다." 마찬가지로, 한나라당 장윤석 의원은 “가장 중요한 것은 의사들이 낙태가 중대한 범죄라는 점을 이해하는 것”이라고 말했다. 2010년 1월 이명박 대통령은 모자보건법 개정과 공청회 예정에 대해 "토론을 시작할 때"라고 판단했다. 이것은 여론의 변화와 함께 정부가 낙태를 억제하기 위한 홍보 캠페인을 시작하도록 장려했다. 여기에는 "낙태로, 당신은 미래를 낙태하고 있습니다."라고 적힌 지하철 포스터가 포함되었다. 한국에서 낙태라는 주제는 인권 문제로 거론된 적이 없다. 2002년 설립된 국가인권옹호기관인 국가인권위원회(TNHRC)는 낙태 문제가 "2007년 국가행동계획의 '생명권' 부분에서 쟁점이 된 문제"라고 지적했다.
국가인권위원회 외에도 민주사회를 위한 민변변호사모임, 참여민주화국민회 등 주요 비정부 인권옹호단체들은 이 문제를 외면하고 있다. 이후 산부인과 의사들은 윤리적, 도덕적 고민의 산물로 한국에서 낙태반대 정서의 강력한 목소리로 등장했다. 계속되는 논쟁의 대부분은 정부가 불법 낙태를 단속해야 하는지, 그리고 법을 수정해야 하는지에 초점이 맞춰져 있다. 2017년 9월 운동가들은 문재인 대통령의 웹사이트에 낙태약 미페프리스톤의 판매를 허용함으로써 정부가 법을 개정할 것을 촉구하는 탄원서를 제출했다. 이 청원에는 235,000명 이상이 서명했다. 2017년 11월 청와대는 정부가 낙태법을 검토하겠다고 답했다. 2018년 말 한국보건사회연구원이 발표한 여론조사에 따르면 15~44세 여성의 75%가 낙태법이 부당하다고 생각하며 개정을 원한다고 밝혔다. 응답자 중 20%의 여성이 불법임에도 불구하고 낙태를 했다고 답했다.

### 낙태죄 폐지 헌법재판소 판결(2019.04.11.)
2018년 헌법재판소는 낙태죄의 합헌성에 이의를 제기한 사건을 심리했다. 법원의 공석이 채워질 때까지 법원의 판결이 연기되었다. 2019년 4월 11일 헌법재판소 재판관 9명 중 7명이 낙태죄가 위헌이라고 판결했다. 법원은 2020년 12월 31일까지 국회의원들에게 법률을 개정할 수 있는 권한을 부여했으며, 그 때까지 한국 형법 조항은 유효하다. 국회의원들이 이 시한까지 낙태법을 제대로 개정하지 못하면 한국에서 낙태를 범죄로 규정한 형법 조항은 무효가 된다. 2020년 10월 정부는 임신 14주까지 낙태를 합법화하는 법안 초안을 발표했다. 또한 임신 14주에서 24주 사이에 성폭행이나 사회적, 경제적, 건강상의 이유가 있는 경우 낙태가 허용된다. 국회의원들도 개정안을 발의했다. 그러나 국회는 2020년 12월 31일 기한까지 어떠한 개정안도 표결하지 않았다. 이때 형법 제269조와 제270조는 무효가 되었다.

## 낙태율
2005년 25개 병원과 176개 개인 클리닉을 대상으로 한 설문 조사를 사용하여 한 연구에서는 그 해에 342,433건의 인공 낙태(이 중 약 330,000건은 불법)가 시행되었으며, 이는 15~44세 여성 1,000명당 29.8건의 낙태율을 의미한다. 기혼 여성보다 미혼 여성의 비율이 더 높았다. 보건복지부는 2010년에 시행된 낙태 시술이 16만 9000건인 것으로 추산했다. 배재대학교의 박명배를 포함한 다른 연구자들은 연간 500,000건 또는 100만 건의 낙태가 있을 수 있다고 추정한다.
한국보건사회연구원의 최근 추산에 따르면 연간 시행되는 낙태 건수는 2017년에 50,000건으로 감소한 것으로 추정된다.

## 같이 보기
- 대한민국의 여성